# Dornier Rs IV
Dimensions
Le Rs IV, était un hydravion allemand, en métal, quadrimoteur, à aile haute.

## Histoire
Quatrième et dernier avion de la série Riesenflugboot, en français « bateau volant géant », est à l'origine un avion militaire reconverti en transport de passagers.
Le premier exemplaire, construit en 1918, est aménagé avec une cabine pour 6 passagers après la fin de la première guerre mondiale. La construction d'un deuxième exemplaire est ensuite débutée en 1919 mais n'est jamais terminée en raison des restrictions imposées à l'Allemagne en terme d'aviation. Ces restrictions font également détruire le premier exemplaire en 1920. 